# Melchor Cob Castro
Melchor Cob Castro est un boxeur mexicain né le 18 avril 1968 à China.

## Carrière
Passé professionnel en 1985, il devient champion du monde des poids mi-mouches WBC le 25 mars 1991 après sa victoire par arrêt de l'arbitre au 10e round face à Rolando Pascua. Battu dès le combat suivant par Humberto González le 3 juin 1991, il remporte la ceinture WBO aux dépens de Jesús Chong le 25 août 1997. Cob Castro s'incline ensuite face à Juan Domingo Cordoba le 17 janvier 1998.